# Aetea australis
Aetea australis är en mossdjursart som beskrevs av Jullien 1888. Aetea australis ingår i släktet Aetea och familjen Aeteidae. Inga underarter finns listade i Catalogue of Life.